# Mitracarpus hasslerianus
Mitracarpus hasslerianus là một loài thực vật có hoa trong họ Thiến thảo. Loài này được Chodat mô tả khoa học đầu tiên năm 1904.